# Xysticus havilandi
Xysticus havilandi är en spindelart som beskrevs av Lawrence 1942. Xysticus havilandi ingår i släktet Xysticus och familjen krabbspindlar. Inga underarter finns listade i Catalogue of Life.